# Die Belagerung (Star Trek: Deep Space Nine)
Die Belagerung (Originaltitel: The Siege) ist die dritte Folge der zweiten Staffel der US-amerikanischen Science-Fiction-Fernsehserie Star Trek: Deep Space Nine. Sie wurde in den Vereinigten Staaten über Syndication vermarktet und erstmals am 10. Oktober 1993 auf verschiedenen Fernsehsendern ausgestrahlt. In Deutschland war sie zum ersten Mal am 31. August 1994 in einer synchronisierten Fassung auf Sat.1 zu sehen.
Die Belagerung bildet den dritten Teil des ersten Dreiteilers in einer Star-Trek-Fernsehserie.

## Handlung
Im Jahr 2370 nähern sich mehrere bajoranische Kriegsschiffe der Raumstation Deep Space Nine. Auf dem Planeten Bajor ist die extremistische Organisation „Allianz für globale Einheit“, auch bekannt als „Der Kreis“, unter ihrem Führer Minister Jaro Essa dabei, die Macht zu übernehmen. Der Kreis fordert die unverzügliche Abreise aller Nicht-Bajoraner. Commander Sisko will allerdings nicht widerstandslos aufgeben. Während die Evakuierung des Sternenflottenpersonals und der Zivilisten anläuft, plant er, mit einigen Leuten heimlich auf der Station zurückzubleiben. Major Kira Nerys und Wissenschaftsoffizierin Jadzia Dax sollen auf Anraten des neuen Verbindungsoffiziers Li Nalas heimlich auf der Lunar-V-Basis abgesetzt werden. Dort befindet sich ein alter Raider, der während der cardassianischen Besatzungszeit versteckt wurde. Mit diesem sollen Kira und Dax zur Kammer der Minister auf Bajor fliegen, um Beweise vorzulegen, dass hinter den Waffenlieferungen an den Kreis in Wirklichkeit die Cardassianer stecken, die die Organisation ohne deren Wissen ausnutzen wollten, um selbst wieder die Macht über Bajor und Deep Space Nine zu erlangen.
Als die bajoranischen Streitkräfte unter der Führung von General Krim eintreffen, finden sie die Station scheinbar verlassen vor. Da jedoch das Sicherheitssystem deaktiviert wurde, vermutet Krim, dass sich hier immer noch Sternenflottenoffiziere verstecken. Er ordnet daher an, die Station gründlich zu durchsuchen. Krims Stellvertreter Colonel Day ist jedoch zuversichtlicher und meldet Jaro die Einnahme von Deep Space Nine. Der teilt allerdings Krims Bedenken. Sie erweisen sich schließlich als berechtigt, als eine Sabotage der Sensoren bemerkt wirkt. Kurz darauf werden einige bajoranische Soldaten in einem Frachtraum von Sisko und seinen Leuten gefangen genommen.
In der Lunar-V-Basis machen Kira und Dax den Raider ausfindig, müssen ihn aber zunächst flottmachen. Nachdem dies gelungen ist, machen sie sich auf zur Kammer der Minister. Die veraltete Technik des Raiders macht es für Dax sehr schwer, sich zu orientieren. Plötzlich werden sie von zwei weiteren Raidern abgefangen. Es kommt zum Kampf und einer der Angreifer wird abgeschossen, doch auch der Raider von Kira und Dax wird beschädigt und sie sind zu einer Notlandung gezwungen.
Auf dem Promenadendeck von Deep Space Nine liefern sich Siskos Leute und einige bajoranische Soldaten eine Schießerei. Schließlich glaubt Day, er habe Sisko und Li in einer Holosuite ausfindig gemacht. Zu spät erkennt er, dass es nur holografische Projektionen sind und er in eine Falle gelaufen ist. Die Stimme des echten Sisko informiert ihn über die Beteiligung der Cardassianer an den Waffenlieferungen für den Kreis. Daraufhin wird Day zurück auf die Ops gebeamt, wo er diese Nachricht an Krim weiterleiten soll. Day hält es jedoch für Propaganda und verschweigt es gegenüber seinem Vorgesetzten.
Beim Absturz des Raiders wird Kira schwer verletzt. Da sie nicht laufen kann, verstecken sie und Dax sich zunächst. Nach einer Weile werden sie von einem der Suchtrupps gefunden, die der Geistliche Vedek Bareil ausgesandt hat, und in dessen Kloster gebracht. Nachdem Kira geheilt wurde, werden sie und Dax als Geistliche verkleidet und sie begeben sich gemeinsam mit Bareil zur Kammer der Minister. Jaro will zunächst verhindern, dass sie das Wort ergreifen, doch sie legen schließlich die Beweise dafür vor, dass der Kreis von den Cardassianern mit Waffen beliefert wurde. Schlagartig rückt jetzt Jaros engste Verbündete Vedek Winn von ihm ab. Jaro wird klar, dass sein Staatsstreich fehlgeschlagen ist, und ihm bleibt keine Wahl, als einer offiziellen Untersuchung zuzustimmen.
Auf Deep Space Nine haben Krims Leute einen Weg gefunden, die Sternenflottenoffiziere zu orten, und wollen Betäubungsgas an ihren Aufenthaltsort leiten. Um dem zuvorzukommen, lassen sich Sisko und Li absichtlich von Krim gefangen nehmen, denn sie halten ihn für einen vernünftigen Mann und glauben, dass sie ihn in einem Gespräch auf ihre Seite ziehen könnten. Tatsächlich lässt er sich darauf ein und ihre Behauptungen über cardassianische Waffenlieferungen werden ihm schließlich von seinen Vorgesetzten bestätigt, die zudem den sofortigen Abzug seiner Truppen von Deep Space Nine anordnen. Krim rügt Day dafür, dass er Informationen zurückgehalten hat. Day ist aber weiterhin überzeugt, Siskos Behauptungen seien Lügen. Plötzlich zieht er seine Waffe und schießt auf ihn. Li wirft sich schützend vor Sisko und wird tödlich getroffen. Day wird überwältigt, Krim und seine Leute ziehen ab und übergeben die Kontrolle von Deep Space Nine wieder an die Sternenflotte.

## Verbindungen zu anderen Star-Trek-Produktionen
Die Folgen Die Heimkehr, Der Kreis und Die Belagerung bilden einen zusammenhängenden Handlungsbogen. Sie bilden damit den ersten Dreiteiler in einer Star-Trek-Serie. Weitere Dreiteiler gab es danach erst wieder 2004/05 in der vierten Staffel von Star Trek: Enterprise.
Einige Elemente aus Die Belagerung wurden in späteren Folgen der Serie Star Trek: Deep Space Nine wieder aufgegriffen:
- Die Rolle der Cardassianer beim Staatsstreich des Kreises wird in Folge 2.05 (Die Konspiration) noch einmal thematisiert.
- Benjamin Sisko lässt hier erstmals seinen Baseball in seinem Büro zurück, als Zeichen, dass er beabsichtigt, zurückzukehren. Er tut dies erneut in Folge 5.26 (Zu den Waffen!) und in Folge 7.26 (Das, was du zurücklässt, Teil II).

## Produktion

### Darsteller
Frank Langella, Darsteller von Minister Jaro, wurde nicht in den Credits genannt, da er die Rolle nur seinen Kindern zuliebe angenommen hatte und keine Gage verlangte.

### Modelle
Für den bajoranischen Raider wurde von Jim Martin ein neues Modell entworfen. In Folge 7.24 (Die Rückkehr von Ro Laren) von Raumschiff Enterprise – Das nächste Jahrhundert wurde das Modell als Maquis-Raider wiederverwendet. Eine CGI-Version des Modells wurde später in mehreren Folgen von Star Trek: Raumschiff Voyager und Star Trek: Enterprise für die Darstellung von Raumschiffen verschiedener Völker genutzt.

## Rezeption
Keith DeCandido bewertete Die Belagerung 2013 auf tor.com als eine leicht überdurchschnittliche Folge von Star Trek: Deep Space Nine. Er fand, dass sie sehr unterhaltsame und solide Action sowie einige schöne zwischenmenschliche Momente biete, aber im Vergleich zu den beiden ersten Teilen der Geschichte qualitativ deutlich abfalle. Als Kritikpunkte führte er an, dass einige der Actionszenen keinen Sinn ergeben (so wird etwa gar nicht erklärt, was O’Brien und Li in Odos Büro wollten) und dass einige Szenen wie die erneute Unterredung zwischen Winn und Jaro bloßes Füllmaterial seien. Lis Tod fand er vorhersehbar, das Ende allgemein zu überhastet und den Status quo zu einfach wiederhergestellt. Auch Steven Webers Darstellung als Colonel Day fand er nicht gut.